# Delo in varnost
Delo in varnost je slovenska strokovna revija s področja varnosti in zdravja pri delu. Revija obravnava vsebine s področja varnosti in zdravja pri delu, varstva pred požarom, medicine dela, promocije zdravja, okoljevarstva in drugih področij.
Prva številka revije je izšla konec leta 1955 in nosi letnico 1956, izdal jo je Zavod za proučevanje organizacije dela in varnosti pri delu LRS v Ljubljani, danes jo izdaja njen naslednik ZVD Zavod za varstvo pri delu d.o.o. 
Osnovni namen revije Delo in varnost je spodbujati preventivno zavest o pomembnosti varnosti in zdravja pri delu zaradi izogibanja poklicnim boleznim in poškodbam pri delu ter dvigovanju ravni varnosti in zdravja pri delu v podjetjih. V reviji objavljajo strokovne in znanstvene članke avtorji z različnih institucij in področij.